# V comme Vian (téléfilm)

V comme Vian est un téléfilm français réalisé par Philippe Le Guay et diffusé le 15 juin 2011 sur France 2.

## Synopsis
Dans un cinéma, le jour de l'avant-première de J'irai cracher sur vos tombes (adapté de son roman), Boris Vian a une crise cardiaque. Durant son malaise, Boris Vian revit les grandes étapes de sa vie : la rencontre avec Raymond Queneau, les nuits de Saint-Germain-des-Prés, le scandale de J'irai cracher sur vos tombes, ses histoires d'amour avec Michelle Léglise puis Ursula Kubler ou encore sa relation avec Jean-Paul Sartre. Au fil de souvenirs, Boris Vian revit toutes ses « vies parallèles ».

## Fiche technique
- Scénario : Didier Vinson
- Montage : Emmanuelle Labbé
- Pays :  France
- Durée : 90 minutes
- Producteur : Mercredi Films
- Diffusion : France 2

## Distribution
- Laurent Lucas : Boris Vian
- Julie Gayet : Michelle Vian
- Bernard Le Coq : Raymond Queneau
- Anna-Lena Strasse : Ursula Vian-Kübler
- Didier Flamand : Jean Paulhan
- Alain Libolt : Jean-Paul Sartre
- Arnaud Simon : Jacques, le « major parti aux Indes »
- Didier Vinson : Jean d'Halluin
- Bernard Verley : Gaston Gallimard
- Jacky Ido : Vernon Sullivan
- Myriam Moraly : Juliette Greco
- Philippe du Janerand : Marcel Arland
- Christophe Salengro : Miqueut, le supérieur à l'AFNOR
- Sylvain Charbonneau : le gendarme
- Clément Sageste : le vitrier

## Autour du film
- Des extraits du tournage de V comme Vian sont présents dans le documentaire Le Cinéma de Boris Vian. Philippe Le Guay intervient également dans ce documentaire.